# Quintanilla del Valle
Quintanilla del Valle es una localidad del municipio de Benavides, en la provincia de León, comunidad de Castilla y León, España.
Se encuentra en el municipio de Benavides, a unos 3 km de la capital municipal y a 37 km aproximadamente de León. Cerca están las localidades de Vega de Antoñán y Antoñán del Valle.
Quintanilla del Valle tiene una población de 125 habitantes (INE 2012).
La fiesta de Quintanilla del Valle se celebra el 15 de agosto.

## Demografía
| Gráfica de evolución demográfica de Quintanilla del Valle entre 2000 y 2016                      |
|                                                                                                  |
| Población de derecho (2000-2010) según los censos de población del INE a 1 de enero de cada año. |

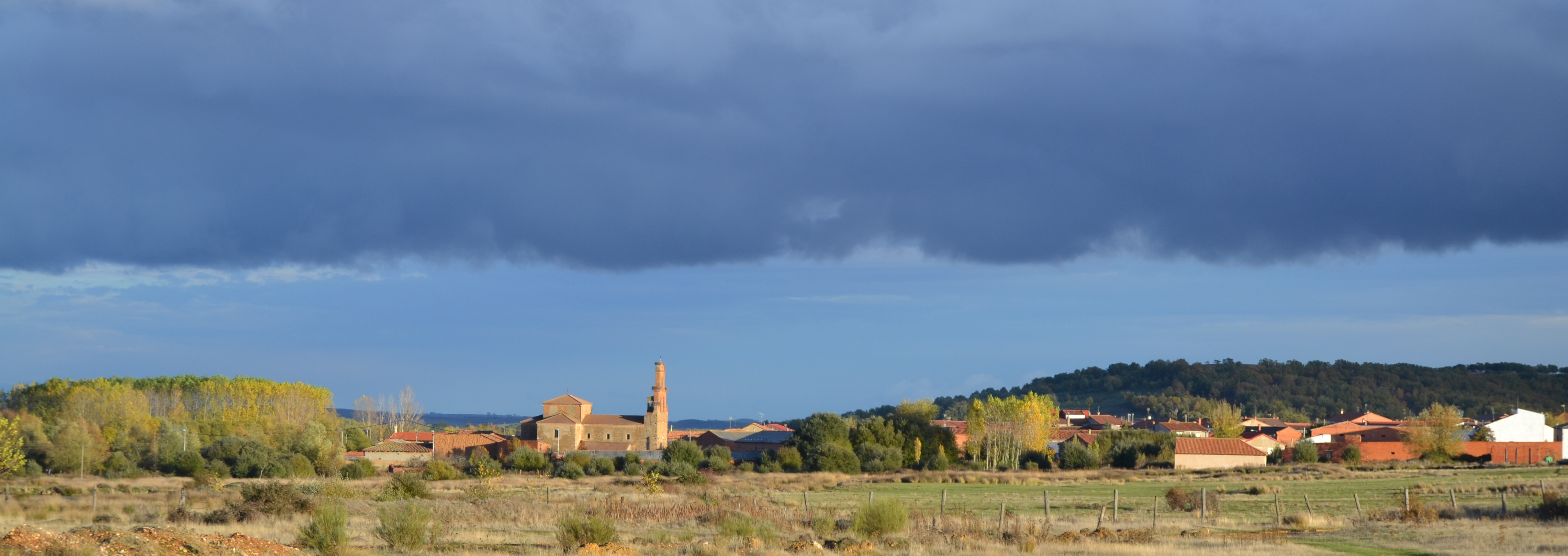
Quintanilla del Valle
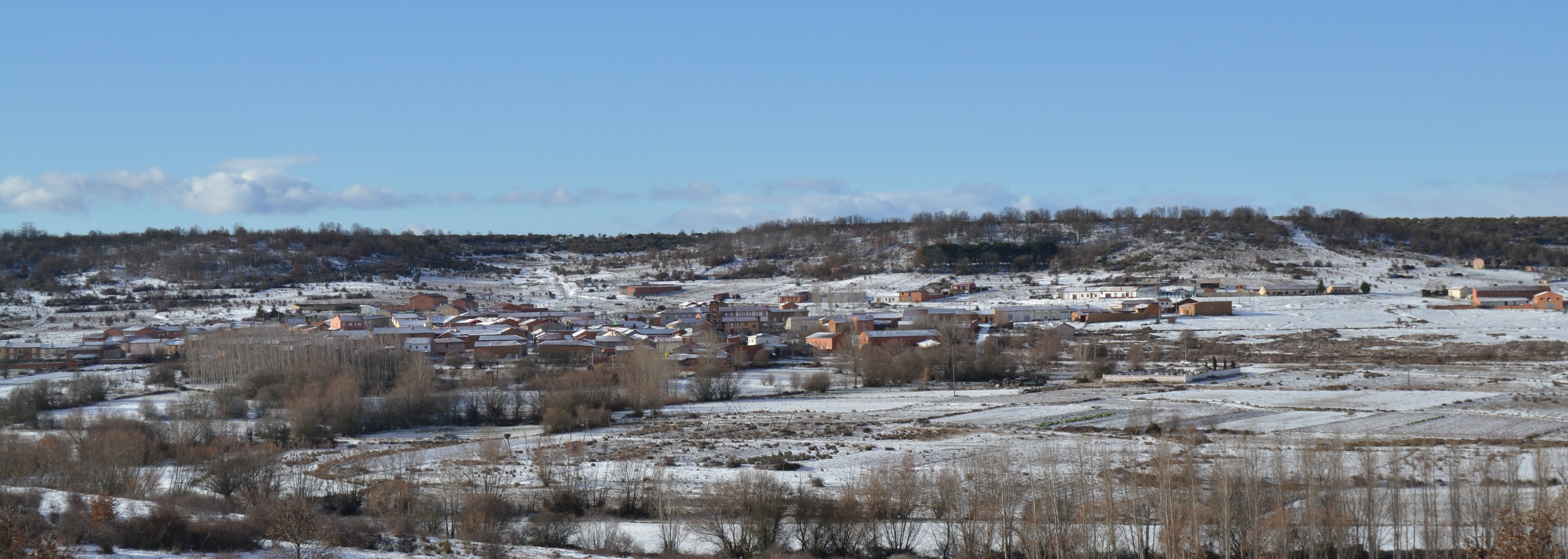
Quintanilla Feb 2013
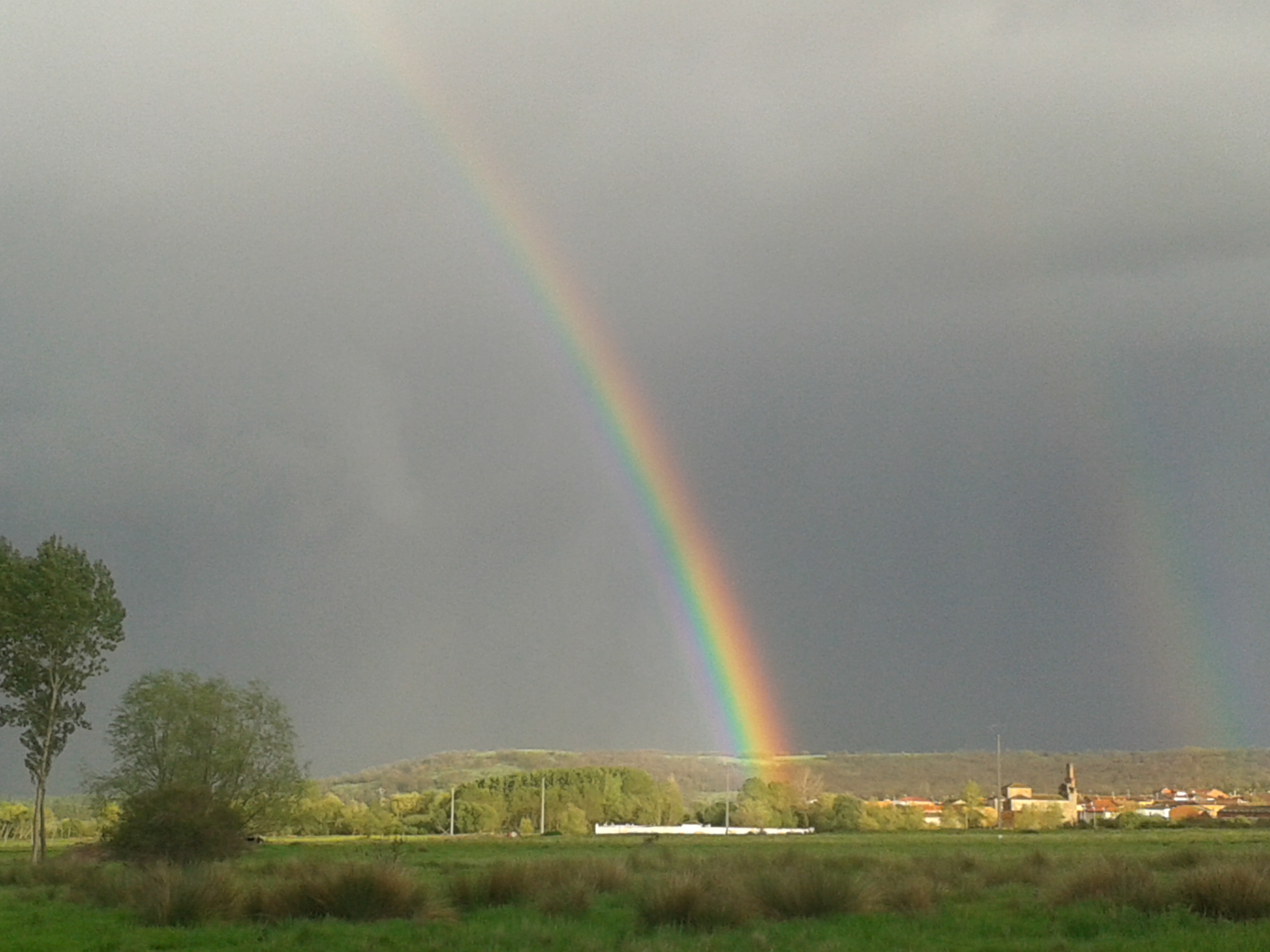
Quintanilla